# تپه میرباغی
تپه میرباغی مربوط به دوران پیش از تاریخ ایران باستان - است و در شهرستان دورود، بخش مرکزی، روستای امیرآباد واقع شده و این اثر در تاریخ ۲۴ اسفند ۱۳۸۳ با شمارهٔ ثبت ۱۱۷۱۳ به‌عنوان یکی از آثار ملی ایران به ثبت رسیده است.